# Guerra civil europea
La guerra civil europea es la denominación, más o menos metafórica, que da una corriente historiográfica al período de la historia, usualmente delimitado entre los años 1914 y 1945, que incluiría la Primera Guerra Mundial, la Segunda Guerra Mundial y el período de entreguerras, como un fenómeno unitario. El término se usa para destacar las repetidas confrontaciones ocurridas durante la primera mitad del siglo XX en Europa y la similitud de los contendientes en las mismas, lo que identificaría estos conflictos no con sucesivas guerras de carácter internacional sino con una única guerra civil entre distintas facciones políticas. En la actualidad no existe un consenso firme acerca de los detalles del propio término, como por ejemplo en el caso de la mayor o menor importancia de la intervención internacional en las guerras civiles española o rusa. El concepto se usa también como explicación para el rápido declive de la hegemonía global europea, y la emergencia posterior a este período de la Unión Europea. En este sentido Paul Preston afirma:

La consecuencia colectiva fue que, entre 1914 y 1945, las energías de Europa se consumieron en una larga guerra intermitente cuyos costes económicos y humanos originarían un desplazamiento de la preeminencia mundial desde los grandes imperios europeos hacia Estados Unidos y la Unión Soviética.

## Extensión del conflicto

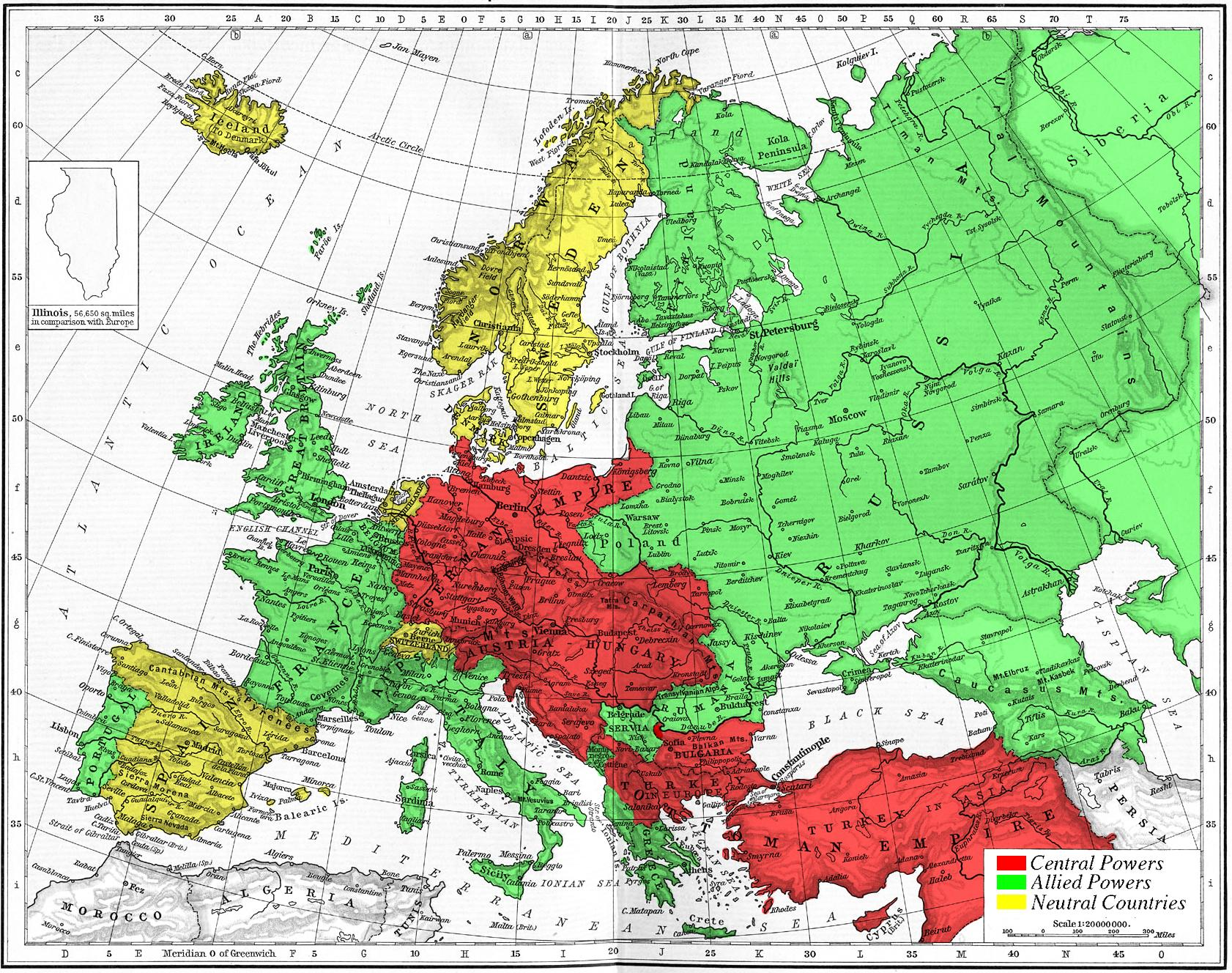
Europa, 1915. La Triple Entente vencedora en verde y las Potencias Centrales de la Triple Alianza en rojo.

La teoría de la guerra civil europea, siendo minoritaria, ha tomado en los últimos tiempos una mayor importancia, siendo su punto más conflictivo el de la propia extensión del conflicto. K.M. Panikkar estableció el rango original, que incluiría desde 1914 a 1945, comúnmente aceptada. Los acontecimientos entre 1936 y 1945, que tienen una mayor solución de continuidad, y que se iniciaron con la guerra en España y finalizaron con la partición europea tras la II Guerra Mundial son también citados habitualmente como inicio y fin del período. Spencer M. DiScala, de la Universidad de Massachusetts (Boston), acepta 1945 como fecha final, pero hace retroceder el inicio del conflicto a 1917, con la guerra civil rusa.
En todo caso, en cuanto a la perspectiva de la auto-mutilación europea, existe también una tendencia a estirar el inicio del período hasta la guerra franco-prusiana del 19 de julio de 1870, haciéndolo terminar en una fecha tan tardía como la reunificación alemana de 1989. El curso de la London School of Economics denominado: European Civil War: 1890 to 1990 (Guerra Civil Europea: 1890 a 1990) coincide en que 1945 sería el año final de la guerra, pero indicando que la segunda mitad del siglo XX sería el resultado de la posguerra de ese conflicto. El Departamento de Historia de la Universidad de Hong Kong divide el contenido en dos secciones, una que cubriría 1914-1945 y la otra desde 1945 hasta nuestros días.

## Partidarios

Contendientes de la II Guerra Mundial desde 1939 hasta 1941.

Los partidarios de la concepción de este período de la historia como una única guerra civil sostienen que los jefes de Estado de muchas de las naciones europeas de la época estaban tan íntimamente relacionados que pueden considerarse como representantes de diferentes ramas dentro de la misma familia. La cultura europea sería también relativamente homogénea, teniendo sus raíces la mayoría de las naciones en conflicto en dos fuentes principales: la raíz cristiana y la antigüedad clásica. Sus sistemas legales respectivos, aunque separados, serían también muy similares, y habrían ido evolucionado acercándose aún más con el transcurso del tiempo. Una única cultura y una única élite dirigente podrían por tanto llevar a la asunción de que Europa estaba evolucionando (aunque lentamente) hacia la constitución de un único Estado.
De hecho, al final del conflicto, las élites de los diferentes países europeos habrían empezado a trabajar para crear un nuevo "Estado" centralizado, que habría crecido desde entonces dando lugar a la actual Unión Europea. La emergencia de dicha institución como consecuencia del final de la II Guerra Mundial es central para este argumento, dado que las guerras civiles ocurren normalmente cuando facciones o partidos diferentes compiten, dentro del mismo país o imperio, luchando por el control de los poderes del Estado. En ese sentido, las guerras civiles suelen resultar en la emergencia de una nueva y reforzada autoridad central.
Dichos académicos se ven apoyados por la corriente actual que analiza la I y II Guerras Mundiales como parte del mismo conflicto, con un alto el fuego de 22 años de duración entre ellas (en la misma línea en que se considera como una única guerra, por ejemplo, la guerra de los Cien Años de 1337 a 1453). Si se miran las dos guerras mundiales como un único conflicto, incluyendo las guerras civiles en España y Rusia como conflictos intermedios, resulta sencillo llevar las raíces de la I Guerra Mundial al conflicto franco-prusiano y unir todas esas confrontaciones en una única guerra. Desde ahí, los cambios políticos ocurridos en Italia, Portugal u otros lugares de Europa se observarían en su contexto singular.
Los proponentes de esta teoría se basaron inicialmente en el departamento de historia de la London School of Economics. Paul Preston, en su trabajo de 1996 The Republic Besieged: Civil War in Spain 1936–1939 describe la guerra civil española como un "episodio en una más grande Guerra Civil Europea que finalizó en 1945". Otros historiadores que han usado este concepto en sus trabajos son el profesor Franco Ferrarotti (profesor emérito de Sociología de la Universidad de Roma), Anthony Adamthwaite (profesor de la UC Berkeley), y el profesor de la Universidad de Duke J.M. Roberts. En su trabajo de 1996 Una historia de Europa, Roberts sostiene que “la guerra civil europea acabó con la dominación de Europa sobre el mundo”, un argumento habitual entre los proponentes del término. Igualmente, el profesor de la Universidad de Navarra, José Luis Comellas, ha publicado "La guerra civil europea (1914-1945)"
Una referencia temprana a este concepto tuvo lugar en la serie de televisión de los años 70 “El mundo en guerra”, en la que el historiador Stephen Ambrose comenta que 1945 fue testigo de una invasión de la exhausta Europa por parte de los ejércitos ruso y americano, “asegurándose así de que ninguna nación europea ganase finalmente la Guerra Civil Europea”. Incluso antes encontramos referencias del término en la obra del diplomático indio K.M. Panikkar, en su libro de 1955 “Asia and Western Dominante 1498-1945”.
Otro de los partidarios del término es el controvertido historiador alemán Ernst Nolte, que en su obra de 1987 Der Europäische Bürgerkrieg, 1917-1945 (La Guerra Civil Europea, 1917-1945) afirma que todo el siglo XX fue un período de genocidio, totalitarismo y tiranía, concibiendo el Holocausto judío como sólo un capítulo en la era de la violencia, el terror y el desplazamiento de la población. Nolte afirma que esta edad se habría iniciado con el genocidio de los armenios durante la Primera Guerra Mundial, y también incluiría el terror estalinista en la Unión Soviética, la expulsión de los alemanes étnicos de Europa del Este, el terror maoísta en China (tal como se manifiesta en acontecimientos tales como el Gran Salto Adelante y la Revolución Cultural), el desplazamiento forzado de población entre Grecia y Turquía en 1922-1923, y el genocidio de los Jemeres Rojos en Camboya. Se ha acusado a Nolte de intentar minimizar el Holocausto judío con esta teoría.

## Detractores
Las guerras civiles normalmente tienen lugar entre las élites de un determinado Estado. Es inusual que traspasen fronteras nacionales, aunque esto puede darse cuando uno o varios grupos étnicos se encuentran repartidos entre diferentes estados, por presiones irredentistas, o cuando los estados se dividen en entidades menores que posteriormente entran en guerra unas con otras (de lo que podría ser un ejemplo plausible la guerra civil estadounidense).
En cualquier caso, los opositores de la concepción de este período como un único conflicto argumentan que la Europa de 1890 a 1940 no puede ser analizada como un único estado en formación. Cada una de las naciones europeas en conflicto tenía gobiernos individuales, cuerpos legislativos separados e imperios diferentes. Bajo este esquema, la emergencia de una entidad supranacional como la Unión Europea (concebida como un único Estado europeo) nacería del deseo de prevenir futuras guerras más que como consecuencia del final de una guerra civil europea en la que los vencedores hubieran ejercido su influencia para establecer una autoridad central sobre los vencidos.